# South Wilmington (Illinois)
South Wilmington est un village du comté de Grundy dans l'Illinois, aux États-Unis,. Situé au sud-est du comté, il est incorporé le 3 novembre 1899.

## Démographie
Lors du recensement de 2010, le village comptait une population de 681 habitants. Elle est estimée, en 2016, à 655 habitants.

## Source de la traduction
- (en) Cet article est partiellement ou en totalité issu de l’article de Wikipédia en anglais intitulé « South Wilmington, Illinois » (voir la liste des auteurs).